# Copsychus
Copsychus es un género de aves paseriformes perteneciente a la familia Muscicapidae. Sus miembros, conocidos como shamas, habitan en el sur y este de Asia, además de islas alejadas del Índico como Madagascar y Seychelles.

## Especies
Contiene las siguientes especies:
- Copsychus albospecularis — shama malgache;
- Copsychus sechellarum — shama de Seychelles;
- Copsychus saularis — shama oriental;
- Copsychus malabaricus — shama culiblanco;
- Copsychus albiventris — shama de las Andamán;
- Copsychus stricklandii — shama de Strickland;
- Copsychus luzoniensis — shama de Luzón;
- Copsychus niger — shama de Palawan;
- Copsychus cebuensis — shama de Cebú;
- Copsychus pyrropygus — shama colirrufo;
- Copsychus fulicatus — tarabilla terrestre.